# Riddes
Riddes je obec v západní (frankofonní) části Švýcarska, v kantonu Valais. Žije zde přibližně 3 100 obyvatel.

## Geografie
Obec Riddes leží na rozsáhlém náplavovém kuželu řeky La Fare, která se severovýchodně od obce vlévá do Rhôny. Riddes má několik kilometrů čtverečních sadů na dně údolí a vinic na úpatí jižního svahu.
Řeka Rhôna, která byla při dřívějších úpravách regulována, protéká ve velkých zákrutech údolní nivou. Hranice obce kopíruje řeku Rhônu v délce pěti kilometrů.
Směrem k jihu se území obce rozkládá od údolní nivy řeky Rhôny v nadmořské výšce 471 m n. m. po strmých svazích až k masivům Savoleyres, Mont Rogneux a Mont Gelé, který je se svými 3023 m n. m. nejvyšším bodem obce. Ve vysokých horách pod Mont Gelé leží horské jezero Lac de Vaux a vedle něj dvě menší jezera. V této oblasti pramení potok La Fare, který teče na sever přes vysokohorské pastviny Chaussoure dolů do Rhôny. V úzké soutěsce v dolní části toku potoka leží severovýchodní hranice obcí Riddes a Isérables.
Od výšiny Savoleyres sleduje západní hranice obce tok potoka Torrent d’Ecône.

## Historie

Letecký pohled (1949)

První zmínka o obci Riddes pochází z roku 1001 a nese název Ride. Ve vrcholném středověku patřila farnost biskupské církvi ze Sionu a od 12. století savojským hrabatům. Od 13. století byla vesnice spolu s Leytronem a Fully součástí savojského kastelánství Saillon.
Severně od vesnice křižuje Rhônu stará zemská cesta z Martigny do Sionu; přechod přes řeku s mostem Grand Pont de Riddes, poprvé zmiňovaným v roce 1287, byl vždy důležitým místem v dopravní historii Valais a tranzitním místem pro vojsko a obchod. Kolem roku 1470 je v blízkosti mostu zmiňován lazaret. V roce 1799 dřevěný most shořel a v roce 1800 byl při rozšiřování Simplonské silnice za Napoleona obnoven jako krytý dřevěný most o něco západněji; po požáru v roce 1844 během povstání hnutí Jeune Suisse z dolního Valais byl most znovu postaven ze zdiva. Současný most přes Rhonu byl postaven v roce 1983.
V roce 1476 se Riddes a celé dolní Valais dostalo pod nadvládu horního Valais. Od roku 1798 je obec samostatnou obcí.
Od roku 1941 jezdí z Riddes do sousední vesnice Isérables o 610 m výše lanovka Riddes–Isérables, která byla jinak až do 70. let 20. století obtížně přístupná.
Farní kostel svatého Vavřince, který byl založen v roce 1153, patřil opatství Ainay, než byl v roce 1580 začleněn do mensálního majetku biskupa ze Sionu. V roce 1701 byl nahrazen barokní stavbou, která od výstavby nového kostela v roce 1972 slouží jako krypta. V roce 1895 založily jeptišky ze Saint-Joseph de Champagnole v Riddes internátní školu, později mateřskou školu a hospodyňskou školu. V roce 2009 Riddes opustily. V roce 1970 bylo ve vesnici Ecône založeno tradicionalistické Kněžské bratrstvo svatého Pia X. V roce 2001 se zde konala slavnostní mše svatá.
Až do začátku 20. století žili obyvatelé obce převážně z horského zemědělství, ale v důsledku korekce Rhôny od poloviny 19. století se zemědělství rozvíjelo i v nížinách. Dvě družstva Chassoure a Etablons se dělila o využívání Alp. První lyžařský vlek byl v oblasti Alpweiden v provozu od roku 1951. Zimní turistika vedla v následujících desetiletích k zastavění rozsáhlé oblasti horských pastvin Riddes velkým počtem rekreačních domů; rekreační středisko La Tzoumaz je od roku 2009 spolu s Verbier na druhé straně Savoleyres součástí lyžařské oblasti Verbier/Val de Bagnes-La Tzoumaz-Pays du St-Bernard.

## Obyvatelstvo
| Rok            | 1802 | 1850 | 1900 | 1950 | 2000 | 2010 | 2012 | 2014 | 2016 | 2020 |
| Počet obyvatel | 195  | 487  | 892  | 1262 | 2197 | 2679 | 2785 | 2902 | 3035 | 3277 |

Kostel

Převážná většina obyvatel žije v hlavní obci Riddes v údolí Rhôny. Necelých 500 lidí žije v La Tzoumaz a dalších 50 ve vesnici Auddes-sur-Riddes.

## Hospodářství

### Vodní elektrárny

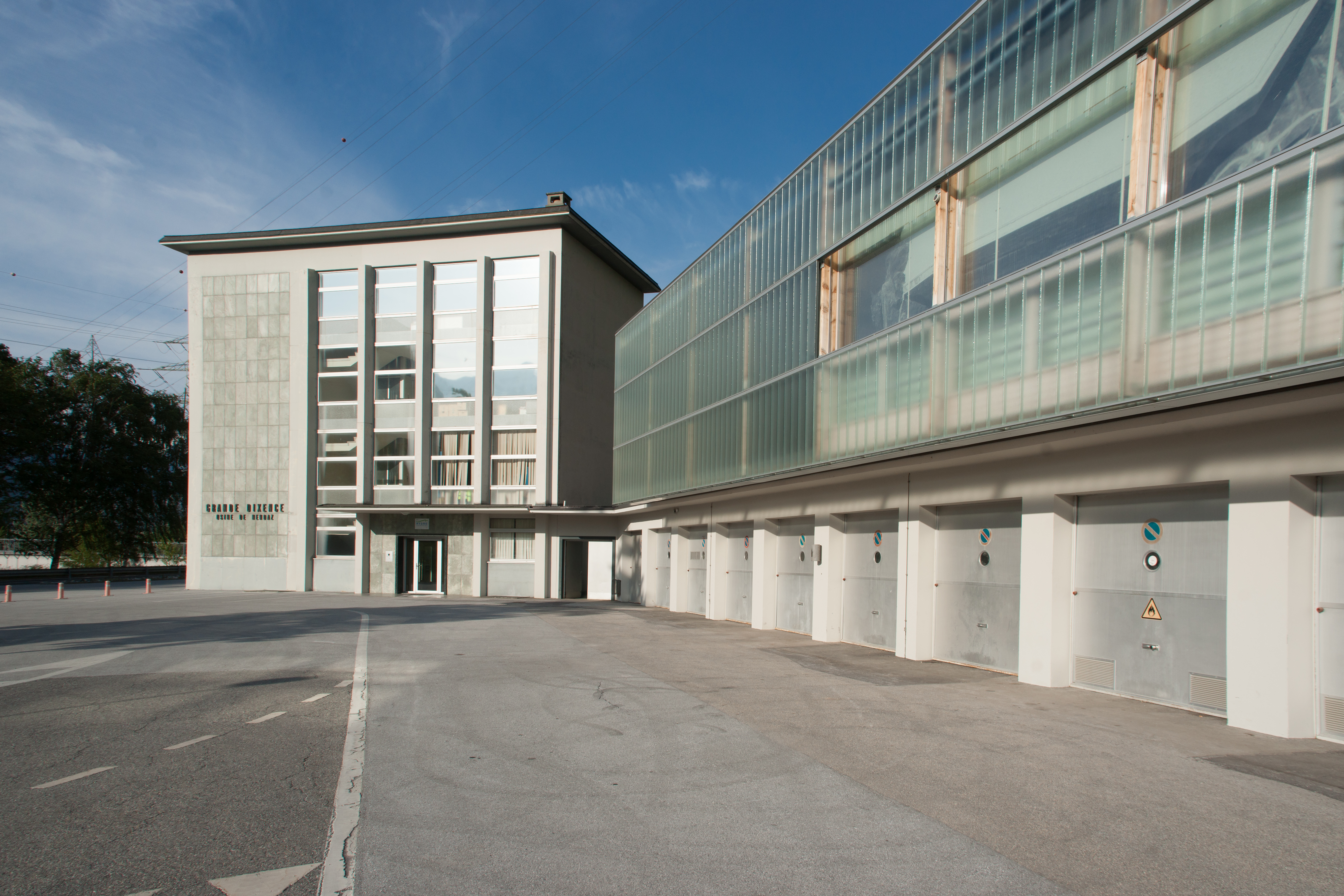
Vodní elektrárna Nendaz

V Riddes jsou dvě vodní elektrárny. Elektrárna Nendaz je součástí vodního komplexu Cleuson-Dixence a nachází se na hranici s obcemi Chamoson a Nendaz. Voda z vodní nádrže Lac de Dix je do elektrárny Nendaz přiváděna přes elektrárnu Fionnay. Jedná se o druhou největší vodní elektrárnu ve Švýcarsku po sousední elektrárně Bieudron v obci Nendaz. Další části komplexu elektrárny se nacházejí na druhé straně Rhôny v obci Chamoson.
Vodní elektrárna Riddes se nachází poblíž vesnice Ecône a je poháněna vodou z jezera Lac de Mauvoisin v údolí Val de Bagnes.

### Zemědělství

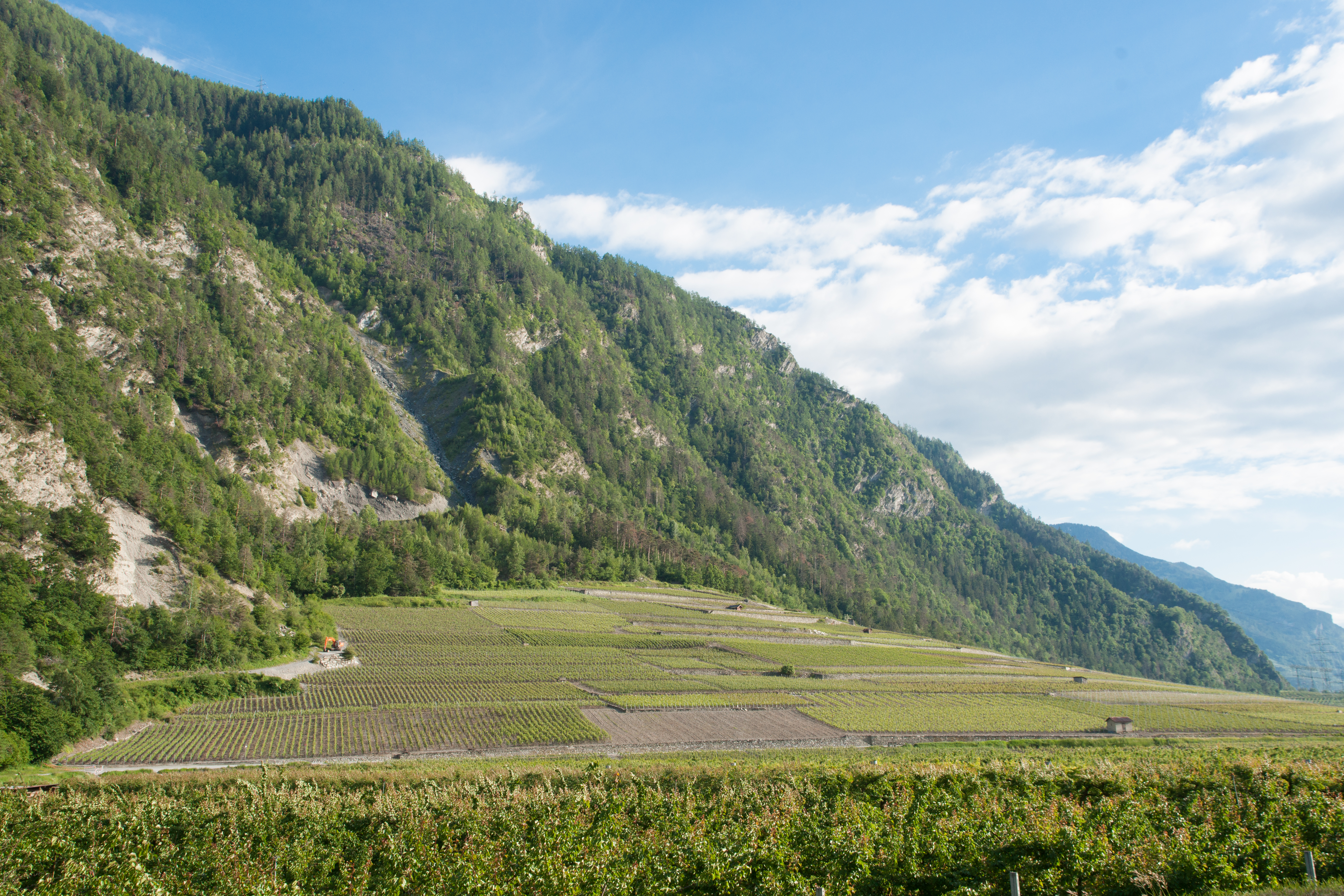
Vinice Arbin

Riddes je jednou z největších ovocnářských obcí kantonu. V obci Riddes se nacházejí tři velké zemědělské oblasti, kde se pěstuje ovoce a zelenina, zejména meruňky. Jednou z nich je Les Morand mezi Riddes a Ecône. Části této oblasti byly přerozděleny a v současné době se na nich buduje průmyslová zóna. Mezi dálnicí a ohybem řeky Rhôny se nachází oblast Les Chavannes a východně od obce podél řeky Rhôny oblast Les Epeneys.

### Vinařství
S obdělávanou plochou kolem 60 hektarů patří Riddes ke středně velkým vinařským obcím kantonu. V obci se nacházejí dvě vinice. Jednou z nich je vinice La Vigne ve stejnojmenné čtvrti. Táhne se podél jižního okraje obce od horského potoka La Fare na východě až po Ecône na západě. Druhá vinice, Arbin, se nachází východně od obce.

## Doprava

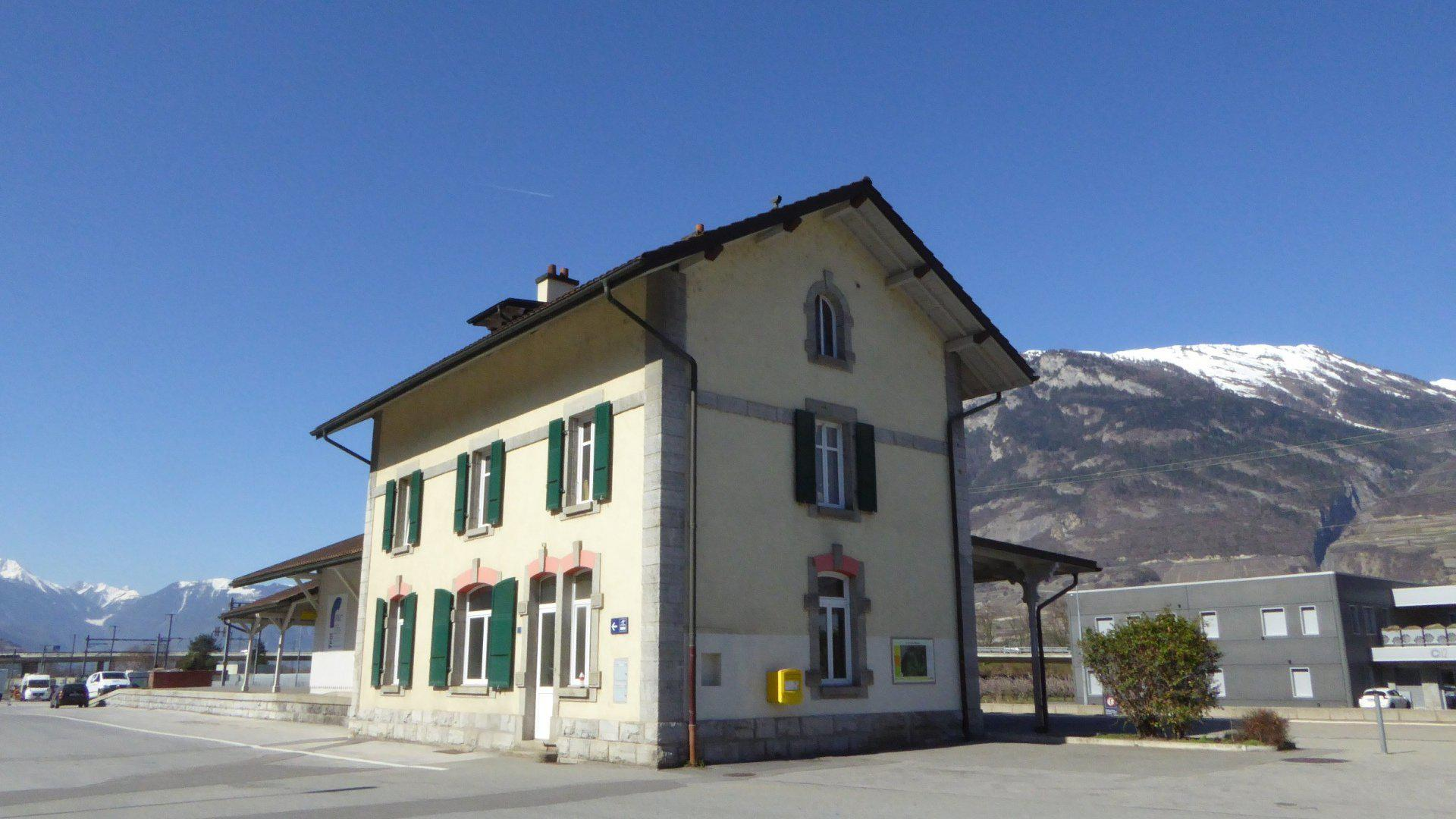
Železniční stanice

Stanice Riddes leží na železniční trati z Brigu do Monthey (Simplonská dráha). Nádraží Riddes leží na trase autobusové linky Sion–Martigny a jezdí odsud také autobusové spojení přes Leytron do Ovronnaz. Z Riddes jezdí lanovka do Isérables a z Isérables je autobusové spojení do La Tzoumaz.
Riddes leží na dálnici A9 s vlastním sjezdem a na hlavní silnici č. 9. Z dálničního sjezdu Riddes vede do La Tzoumaz kantonální silnice č. 87. Na silnici č. 87 se nachází i sjezd z dálnice. V létě odtud vede vedlejší silnice přes průsmyk Croix-de-Coeur do Verbier.